# Bandorf
Bandorf liegt in einer Talsenke zwischen Birgel und Unkelbach. Der Ort gehört zum Remagener Ortsbezirk Oberwinter. Schon die Römer scheinen die Vorzüge der Talsenke von Bandorf erkannt zu haben; immer wieder gab es entsprechende archäologische Funde. Genannt seien hier der Mithras-Altar und ein Jupiter-Kopf, die sich beide im Rheinischen Landesmuseum Bonn befinden.

## Geschichte

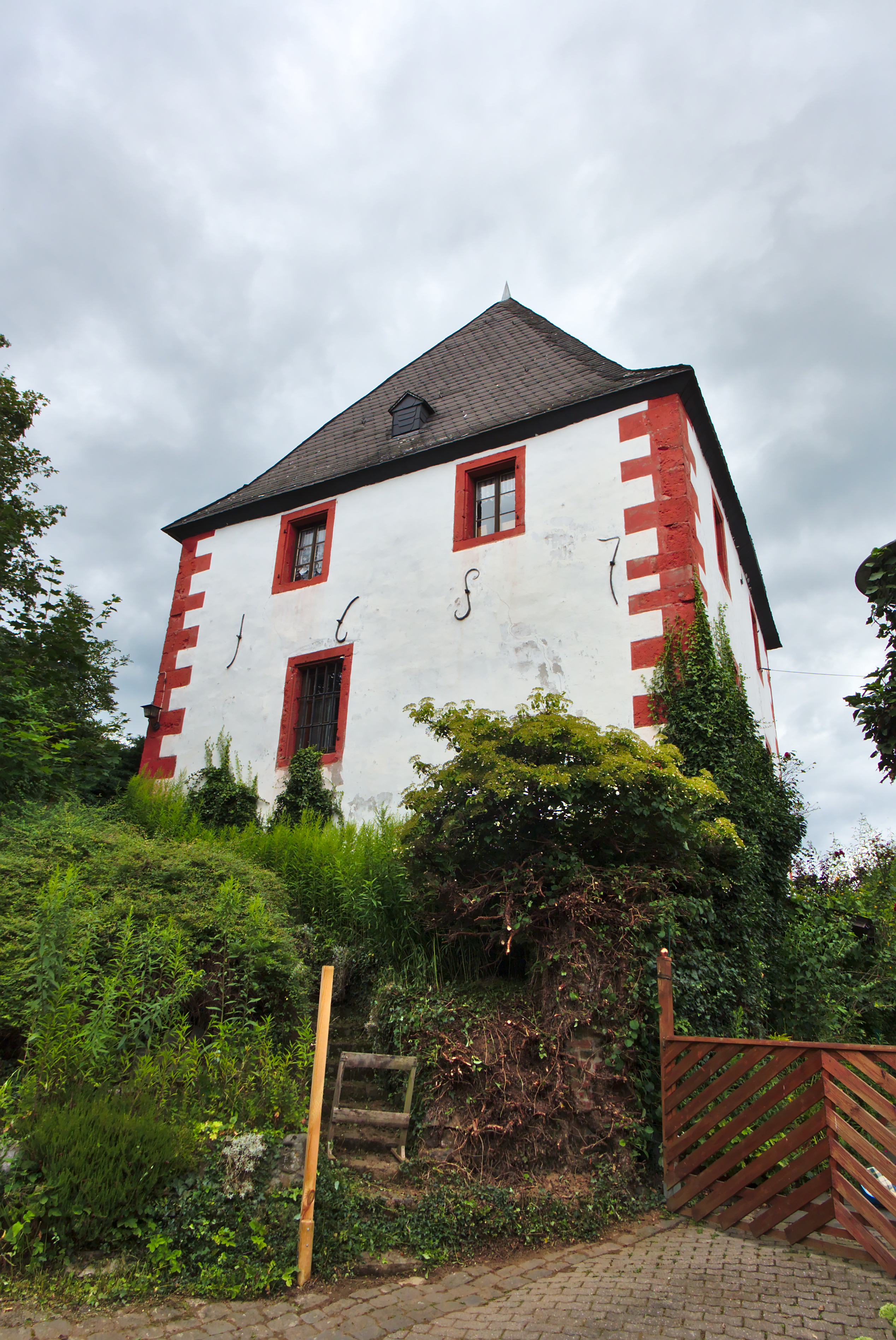
Zehntturm

Erstmals urkundlich genannt wird Bandorf am 7. September 1054 in einer Schenkungsurkunde der polnischen Königswitwe Richeza, die dem Ottonengeschlecht angehörte. 1276 werden die Herren von Bandorf in der Schreibweise Baggerdorp urkundlich erstmals erwähnt. 1318 wurde Bandorf zusammen mit Oberwinter und Birgel dem Grafen von Landskron zu Lehen gegeben.
Das Wahrzeichen Bandorfs ist der im 17. Jahrhundert errichtete Zehnthof, der vermutlich auf römischen Grundmauern stand. Er war ursprünglich wohl um die 30 Meter hoch. An der Südseite ist die Zahl 1657 erkennbar. Hier wurden die Abgaben der ländlichen Bevölkerung, der Zehnt, für die Grundherrschaft eingesammelt. 1973 wurde der Zehnhof aufwändig renoviert.
Eine eigene Pfarrei war Bandorf nie; es gehörte Anfang des 14. Jahrhunderts zur Pfarrei Birgel und dann zur Pfarrei Oberwinter. Die Einwohnerzahl Bandorfs stieg von 55 Personen im Jahr 1850 auf 184 Personen im Jahr 1900. Die Gemeinde war lange noch agrarisch strukturiert; um 1950 zählte die Gemarkung noch 15 Landwirte. Zum 31. Dezember 2010 zählte Bandorf 406 Haushalte mit 747 Bewohnern.